# Uruguai nos Jogos Olímpicos de Verão de 1956
O Uruguai participou dos Jogos Olímpicos de Verão de 1956 na cidade de Melbourne, na Austrália.

## Medalistas

### Bronze
- Oscar Moglia, Ariel Olascoaga, Milton Scarón, Carlos Gonzáles, Sergio Matto, Raúl Mera, Héctor Costa, Nelson Demarco, Héctor Garcia, Carlos Blixen, Nelson Chelle, e Ramiro Cortes - Basquetebol masculino